# Chirixalus doriae
Chirixalus doriae é uma espécie de anfíbio da família Rhacophoridae.
Pode ser encontrada nos seguintes países: Camboja, China, Índia, Laos, Myanmar, Tailândia e Vietname.
Os seus habitats naturais são: florestas subtropicais ou tropicais húmidas de baixa altitude, regiões subtropicais ou tropicais húmidas de alta altitude, matagal húmido tropical ou subtropical, pântanos, marismas de água doce, marismas intermitentes de água doce, lagoas, terras irrigadas e áreas agrícolas temporariamente alagadas.
Está ameaçada por perda de habitat.